# EB OVO Közhasznú Egyesület
Az EB OVO Közhasznú Egyesület 2010 januárjában alakult azzal a céllal, hogy a felelős kutyatartókat szervezetten képviselve, a hatóságokkal együttműködve elősegítse Budapest kutyabarát várossá alakulását. Az Egyesület alapítója és vezetője Csonka Berta.

## Történet
Az EB OVO Egyesület már 2010-es alapításakor célul tűzte ki, hogy figyelemfelkeltő akciókkal segíti a városi kutyatartás elfogadását, kiemelve a közösség szerepét, amelyben mindenkinek megvan a maga felelőssége. Az egyik legfontosabb konfliktusforrással kezdték: a kutyapiszok eltakarításával.
A 2010 áprilisában szervezett akcióban több aktivista és az egyesület elnöke, Csonka Berta is részt vett. Az üzenet nagyon egyszerű volt, megmutatták, hogy a kutyatartás része összeszedni kutyák után a piszkot, amely minden gazdinak kötelessége. Ez az első lépés a kutyások és nem kutyások békés egymás mellett éléséhez.  A Szabadság téren megtartott akcióról a híradók is tudósítottak.

## Küldetés
Az egyesület küldetésének tekinti egy olyan közösség létrehozását, amely felkészültségével, elkötelezettségével és nyitottságával a kutyatartók érdekeit védi. Képes a kutyatartás közösségi szabályozásának átalakítására, a felmerülő konfliktusok kezelésére, a fennálló előítéletek megváltoztatására. Olyan szemléletmód kialakítása, amely elismeri a kutyák kiemelt társadalmi szerepét, ezért biztosítja jogszerű jelenlétüket minden olyan helyen, ahol az emberek is jelen lehetnek.

## Eszközök
Az Egyesület közösségi programokat, előadásokat és vitafórumokat szervez, szakmai javaslatokat készít, kapcsolatot tart az illetékes hatóságokkal, az önkormányzatokkal, az oktatási intézményekkel és partnerszervezetekkel, print és online kampányok útján tudományos-ismeretterjesztő munkát végez. Főbb tevékenységei:
- figyelemfelkeltő akciók, rendezvények (pl. kutyapiszok)
- közösségi tervezés
- megalapozó vizsgálat és kutyabarát stratégia tervezése

## Projektek és programok
A családtagként tartott kutyás életmód új társadalmi igényt teremtett, és megalkotta a közösségi kutyatartás speciális szokásrendjét. Az Egyesület szerint fontos, hogy a városi kutyatartás objektíven jelenjen meg a jövőt érintő döntésekben, ezért civil szakértői munkát végez, szervezetként segíti az új életmód hazai elfogadását.
2018-ig összesen 11 önkormányzattal került aktív partnerségi viszonyba, tanulmányt készített a Városliget átépítésének kutyabaráttá tételéhez. Alakulása óta 200 rendezvényt tartott, amelyen összesen 7800 látogató vett részt. Facebook követőinek száma folyamatosan nő, jelenleg 7000 körüli.

### EB OVO Piknik
Összesen hat EB OVO Pikniket szervezett, hogy felhívja a figyelmet a városi kutyatartás kérdéseire

### EB OVO iskolai program
Az EB OVO Egyesület iskolai kutyás programot állított össze, amelynek célja, hogy megtanítsa a gyerekeket, hogyan viselkedjenek a kutyákkal, hogyan értsék meg a kommunikációs jeleket, és azokhoz miként viszonyuljanak.

### EB OVO díj
2014-ben életre hívta az EB OVO Díjat, melynek keretében minden évben kitüntetni azokat, akik példaértékű hozzáállásukkal a legtöbbet tették a kutyabarát városi életért.

## Az EB OVO Közhasznú Egyesületről
„Etológiai munkásságom során hosszú éveket töltöttem el tudomány-népszerűsítéssel, s bátran állíthatom, hogy az EB OVO Egyesület munkája és a saját tevékenységem között látok párhuzamot. (…) Fontosnak tartom, hogy minél több ember tudjon arról, hogy létezik olyan civil szervezet Magyarországon, amely a szívén viseli a kutyás kérdés alakulásának sorsát, és hat éve segíti a családtagként tartott kutyás életforma békés beilleszkedését a meglévő és a változó társadalmi, valamint infrastrukturális keretekbe.” (Csányi Vilmos akadémikus támogató levele 2016.)